# 富田重康
冨田 重康（とだ しげやす、慶長7年（1602年） - 寛永20年8月22日（1643年10月4日））は、江戸時代前期の武将。通称は右京亮、甲斐守、越後守。
加賀藩前田氏の家臣。前田利常、光高親子に仕えた。
祖父は越前の戦国大名朝倉氏の家臣で、富田流の門人だった山崎景邦。父は富田景政の婿養子の富田重政。

## 概要
1602年、富田重政の次男として加賀国に生まれる。
1618年に兄の重家が24歳の若さで死去したため、元和5年3月に家督1万石を継承し、人持組頭に任じされる。父・重政同様に、富田流の継承者として前田利常に重用された。寛永2年には父・重政の官位・越後守を拝す。
1639年、利常が隠居し、利常の長男・前田光高が家督を継承するが利常時代に引き続き光高にも重用された。
1643年、42歳で死去する。墓所は石川県金沢市慈雲寺。法名は了瑞院殿性月円見日静居士。彼の早世により、富田流（中条流）は次第に衰えていった。
また、晩年には中風を患うものの、病に負けず剣を持つと他を圧倒するために、越後守の官位から「中風越後」と呼ばれるようになった。

## その他
- えとう乱星のデビュー作は富田重康を主題にした「中風越後」（1989年）である。